# Орлякоподібні
Орлякоподібні (Myliobatiformes) — ряд скатів. Дані морфологічного і генетичного аналізів показали, що дана група скатів є монофілетичною.

## Опис
У ряд входить близько ста видів скатів різної величини (завдовжки від 50 см до 4,5-7 м і шириною тіла від 30 см до 5-7 м; маса найбільших видів може досягати 2 т). Тіло ромбоподібне або, рідше, овальне. Різко відмежоване від тіла хвостове стебло має вигляд пружного стержня, що поступово стоншується, без слідів спинних і хвостового плавників. У багатьох видів приблизно посередині хвостового стебла знаходиться одна (рідше дві) довга (у великих видів — до 30-35 см!) сплощена рогова голка з гострою вершиною і зазубленими краями. На нижній поверхні голки проходить борозенка, що вистилає залізистими клітинами, що виділяють отруйний слизовий секрет. При нападі ворога (мабуть, переважно акул) хвостокол б'є його хвостом, наносячи голкою глибокі рвані рани; секрет, що потрапляє в рану, викликає різкий біль. Хвостоколи зазвичай лежать на піщаному або мулкому дні, закопавшись у ґрунт. Якщо людина випадково наступить на ската, то він відразу ж починає відбиватися хвостом. При попаданні в рани навіть невеликої кількості отрути окрім різкого болю падає кров'яний тиск, починається блювання, м'язові паралічі; відомі і смертельні результати..
Близькі до хвостоколів орляки, що досягають довжини 4,5 м і ширини тіла (з плавниками) 2,5 м, прекрасно плавають і живляться не лише донними тваринами, але і пелагічними. Хвостової голки не мають. До орляків близька родина рогатих скатів або мант, що налічує близько десятка видів. Найдрібніший вид ледве перевищує завширшки 1 м, а велетенська манта, або морський диявол (Manta birostris), особливо численний у тропічних берегів Америки, досягає в розмаху 7 м і ваги 2 т. Передні частини грудних плавників утворюють вирости («роги»), що виступають перед очима. Ведуть пелагічне життя, плаваючи у верхніх шарах води. Рухаються швидко, «змахуючи» загостреними крилоподібними грудними плавниками. Можуть вистрибувати з води на висоту до 1,5-2 м; звук падіння величезного плоского тіла чутний за декілька кілометрів. Вважають, що у такий спосіб манти позбавляються від шкірних паразитів (різних ракоподібних). Полюють за зграєвими пелагічними рибами. Припускають, що рухи головних виростів («рогів») створюють струм води, що полегшує засмоктування дрібної риби в широкий, такий, що знаходиться майже на кінці голови рот.

## Розповсюдження
Звичайні в тропічних і субтропічних морях, рідкісні в помірних широтах; біля чорноморських берегів України зустрічається морський кіт завдовжки до 1, рідше до 2-2,5 м. Живуть на мілководді, але є і глибоководні форми. Заходять у гирла річок. Декілька видів річкових скатів (Potamotrygon) живуть у басейні Амазонки і в інших річках Бразилії і Парагвая.

## У фауні Україні
У Фауні Україні ряд представлений одним видом — морський кіт, або хвостокол звичайний (Dasyatis pastinaca), що мешкає в північно-східній Атлантиці, а також у Середземному і Чорному морях. Зазвичай мешкає на піщаних і мулистих ґрунтах на прибережних мілинах до 60 м, закопуючись у ґрунт.
На хвості є один чи декілька стилетоподібних зазубрених шипів довжиною до 15 см.

## Розмноження
Яйцеживородні або живородні (вирости стінок матки проникають у бризкальця зародка і багатий білками слиз, що виділяється ними, потрапляє в його травний тракт). Одночасно народжують 4-12 дитинчат.

## Класифікація
Класифікація згідно з «Fishes of the World» (Nelson, 2006):
- Підряд Platyrhinoidei
  - Родина Platyrhinidae
- Підряд Zanobatoidei
  - Родина Zanobatidae
- Підряд Myliobatoidei
  - Надродина Hexatrygonoidea
    - Родина Hexatrygonidae — Шестизяброві скати

  - Надродина Urolophoidea
    - Родина Plesiobatidae
    - Родина Urolophidae — Уролофіди

  - Надродина Urotrygonoidea
    - Родина Urotrygonidae

  - Надродина Dasyatoidea
    - Родина Dasyatidae — Хвостоколові
    - Родина Potamotrygonidae — Річкові скати
    - Родина Gymnuridae — Гімнурові
    - Родина Myliobatidae — Орлякові
    - Родина Mobulidae — Мантові
    - Родина †Dasyomyliobatidae

Класифікація згідно з «Family-group names of fossil fishes» (van der Laan, 2018):
- Підряд Platyrhinoidei
  - Родина Platyrhinidae
- Підряд Myliobatoidei
  - Родина Zanobatidae
  - Родина Hexatrygonidae
  - Родина Dasyatidae
  - Родина Potamotrygonidae
  - Родина Urotrygonidae
  - Родина Gymnuridae
  - Родина Plesiobatidae
  - Родина Urolophidae
  - Родина Aetobatidae
  - Родина Myliobatidae
  - Родина Rhinopteridae
  - Родина Mobulidae